# Argumentum ad misericordiam
Argumentum ad misericordiam (łac. „argument odwołujący się do litości”) – pozamerytoryczny sposób argumentowania, w którym dyskutant porzuca właściwy spór, starając się w sposób afektowany odwołać do uczuć audytorium. Poprzez presję emocjonalną stara się wpłynąć na słuchaczy.

## Przykład
- Student, który nie zdał egzaminu, prosi wykładowcę, by nie stawiał mu oceny niedostatecznej, ponieważ straci przez to stypendium i nie będzie go stać na dalszą naukę.